# 七十一鎮區 (北卡羅萊納州坎伯蘭縣)
七十一鎮區（英語：Seventy-First Township）是位於美國北卡羅萊納州坎伯蘭縣的一個鎮區。

## 地方資料
七十一鎮區的面積為178.45平方千米，皆為陸地。根據2020年美國人口普查的數據，當地共有人口97021人，而人口密度為每平方千米543.69人。